# Stazione di Il Cionfo
Stazione di Il Cionfo vasútállomás Olaszországban, Firenze településen.

## Vasútvonalak
Az állomást az alábbi vasútvonalak érintik:
- Firenze–Faenza-vasútvonal

## Kapcsolódó állomások
A vasútállomáshoz az alábbi állomások vannak a legközelebb:
- Stazione di Salviati (–2012)
- Stazione di Firenze San Marco Vecchio
- Stazione di Pian di Mugnone (2012–)